# Florian Töpper
Florian Töpper (* 8. Januar 1979 in Werneck) ist ein deutscher Politiker (SPD) und seit dem 1. Februar 2013 Landrat des Landkreises Schweinfurt.

## Leben
Töpper legte das Abitur am Alexander-von-Humboldt-Gymnasium Schweinfurt ab und studierte bis zum Jahr 2008 Rechtswissenschaften an der Universität Würzburg. In den bayerischen Justizdienst trat er als Staatsanwalt bei der Staatsanwaltschaft Bayreuth ein. Im Februar 2010 wechselte er als Richter an das Amtsgericht Schweinfurt. Bei der Landratswahl am 23. September 2012 trat er als gemeinsamer Kandidat von SPD und Grünen an und besiegte mit 57,72 Prozent der Stimmen den bisherigen Amtsinhaber Harald Leitherer (CSU). Am 1. Februar 2013 übernahm er das Amt des Landrats von Leitherer.
Am 15. März 2020 wurde Florian Töpper mit 73,5 % im Amt bestätigt.
Zu den politischen Ämtern, die Töpper vor seinem Amtsantritt innehatte, gehörte das des SPD-Unterbezirksvorsitzenden sowie des Gemeinderates und dritten Bürgermeisters in Dittelbrunn.
Landrat Töpper ist turnusmäßig seit dem 1. Juli 2018 (wie bereits vom 1. Juli 2014 bis 31. Juni 2015) Verbandsvorsitzender des Zweckverbands Bayerische Landschulheime.